# Radikalaufklärung

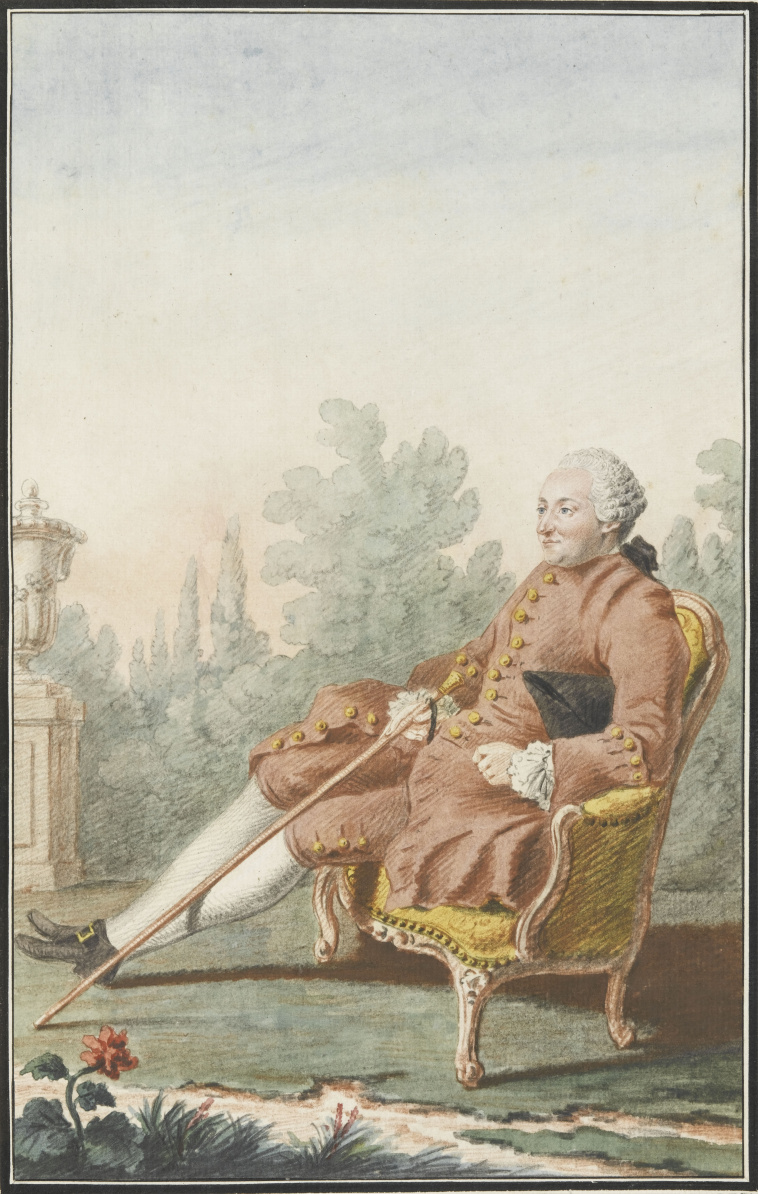
Baron d’Holbach (1723–1789), Radikalaufklärer, Atheist, Enzyklopädist – Porträt von Louis Carmontelle.

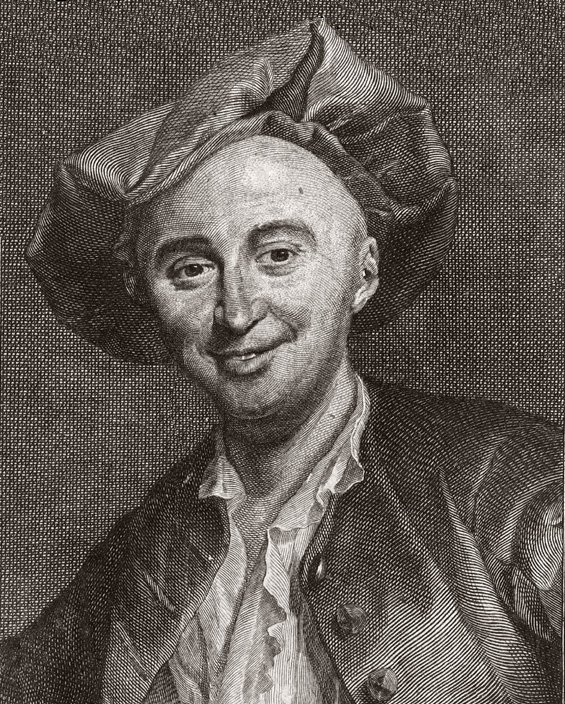
Julien Offray de La Mettrie,
radikalaufklärerischer Materialist, Atheist. Verfasser des „skandalösen“ Buches « L’Homme-Machine », Leyden, 1747; dt.: „Maschine Mensch“.

Der philosophiegeschichtliche Begriff Radikalaufklärung (englisch: radical enlightenment, französisch: lumières radicales) ist in den letzten Jahrzehnten aus einer transatlantischen Debatte über die geistesgeschichtlichen Ursachen der Entstehung des englischen Bürgerkriegs, der amerikanischen und der französischen Revolution hervorgegangen.
Angestoßen wurde diese Debatte durch ein Buch der US-amerikanischen Historikerin Margaret C. Jacob aus dem Jahre 1981: The Radical Enlightenment, Pantheists, Freemasons and Republicans. Seitdem ist der Begriff Radikalaufklärung in zahlreichen Monographien und Sammelbänden, wie z. B. in der monumentalen Trilogie von Jonathan I. Israel, weiter erhellt und kontrovers diskutiert worden. Aufklärungshistoriker wie Margaret C. Jacob, Jonathan I. Israel und Martin Mulsow betrachten das Zeitalter der Aufklärung nicht mehr als in sich einheitlich.
Sie unterscheiden zwei ideologische Hauptströmungen, die im späten 17. Jahrhundert aufkamen und das ganze 18. Jahrhundert hindurch fortbestanden:
- die moderate, reformerische Aufklärung, welche die Hauptströmung der Aufklärung bildete (prominente Vertreter: z. B. John Locke, Newton, Montesquieu, David Hume, Voltaire).
- die revolutionäre, säkularistische Radikalaufklärung (herausragende Vertreter: z. B. Diderot, Helvétius, Paul Henri Thiry d’Holbach, Julien Offray de La Mettrie, Thomas Paine, Marquis de Sade).

Die Radikalaufklärer gingen besonders kämpferisch und subversiv gegen den Pakt von Adel und Klerus vor, verbreiteten umstürzlerisches, republikanisches Gedankengut, so dass ihre Werke nur klandestin und anonym verbreitet werden konnten. Sie wurden zensiert, immer wieder verboten und öffentlich verbrannt. Diese „gottlosen“ materialistischen und spinozistisch-pantheistischen Radikalaufklärer, die von Philipp Blom (2011) so genannten „bösen Philosophen“, z. B. Diderot, Helvétius, Paul Henri Thiry d’Holbach, Julien Offray de La Mettrie, Thomas Paine, Marquis de Sade, riskierten Gefängnisstrafen, Verbannung oder gar den Scheiterhaufen.
Insbesondere aus dieser radikalaufklärerischen Strömung stammen die geistesgeschichtlichen Grundlagen der Revolutionen des 18. Jahrhunderts.

## Vordenker

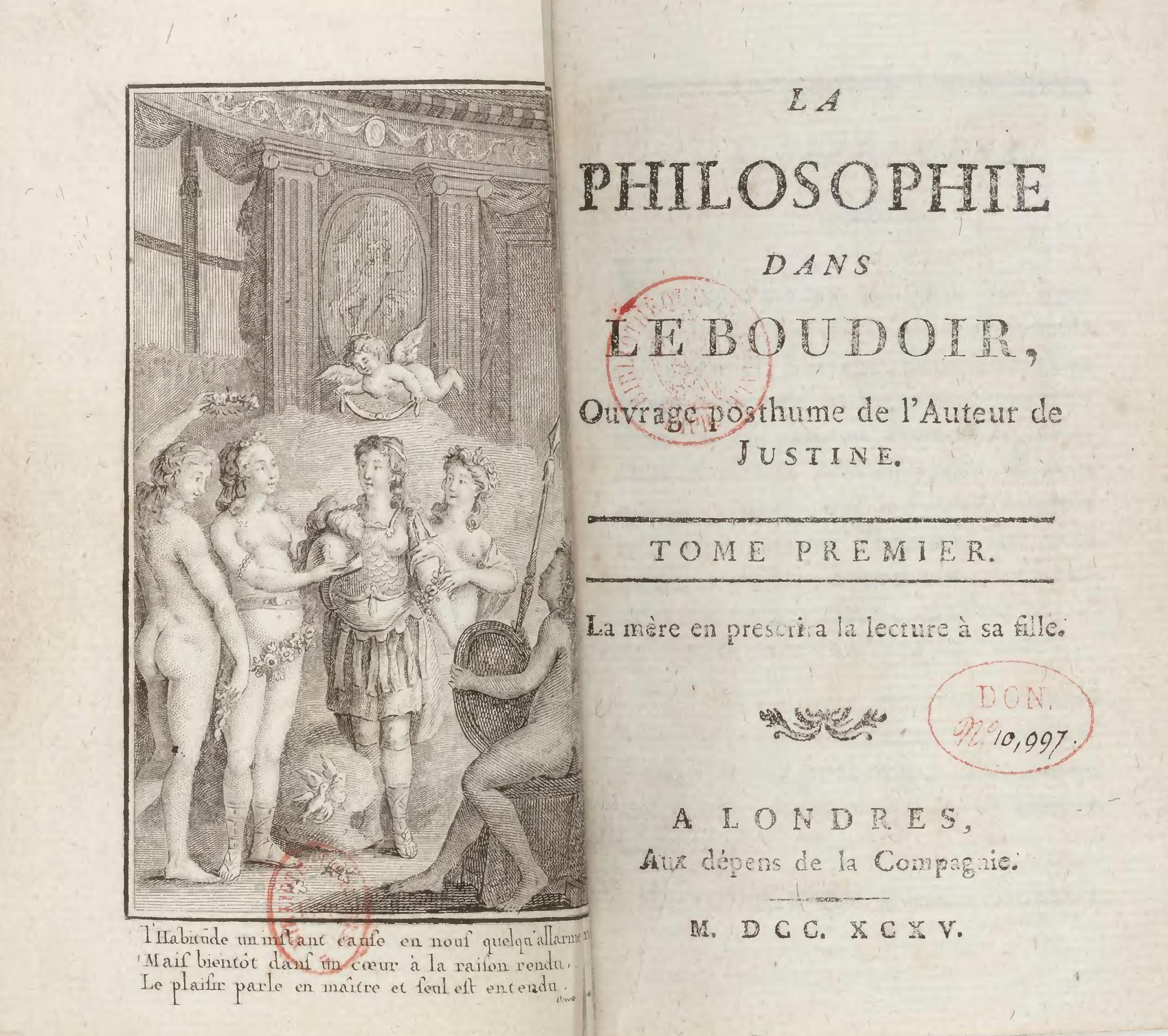
„Die Philosophie im Boudoir oder Die lasterhaften Lehrmeister. Dialoge zur Erziehung junger Damen“, 1795.Dialogischer Text des Marquis de Sade. In sieben obszön-erotischen Dialogen versucht der nihilistische Radikal-Aufklärer de Sade, „Nietzsche um hundert Jahre vorwegnehmend, der Moral den Todesstoß zu versetzen“ und legt seine radikal-libertinistische Doktrin dar. Wegen seines Immoralismus und Anti-nomismus wurde der Verfasser wiederholt eingesperrt. Seine „sado“(!)-pornographischen Werke wurden wiederholt von der königlichen Zensurbehörde beschlagnahmt. Der Marquis verbrachte gut 30 Jahre in Kerkern (auch in der Bastille) und in Irrenanstalten.

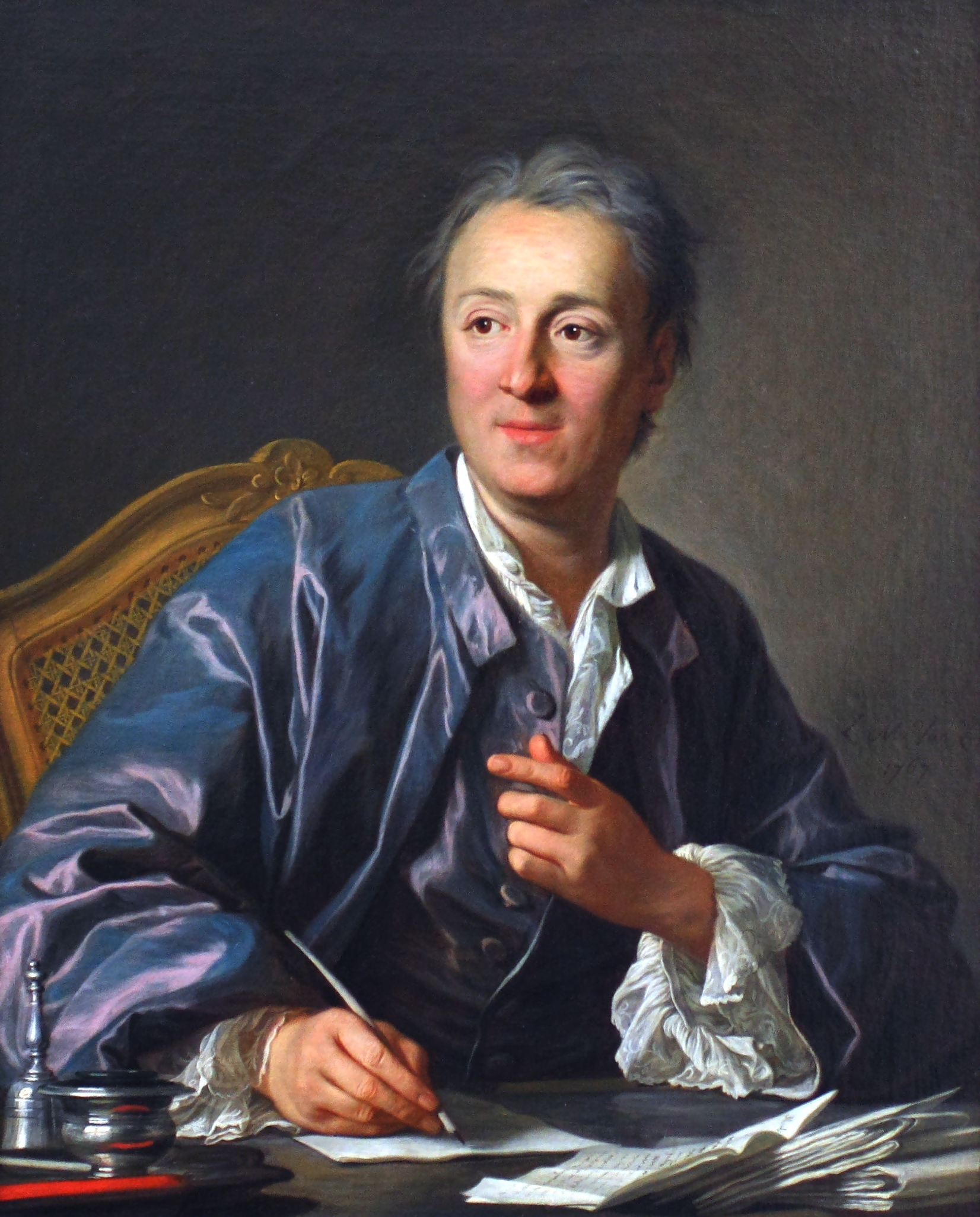
Denis Diderot, atheistischer Radikalaufklärer, Romancier und Enzyklopädist.
Gemälde von Louis-Michel van Loo, 1767.

„Radikalaufklärung meint sowohl eine unnachsichtige Religionskritik, von einem Deismus, der jede Wirkung göttlicher Providenz ablehnt, bis zu Versionen eines militanten Atheismus und eines monistischen, von einer einzigen Substanz ausgehenden Materialismus und Empirismus, als auch und vor allem ein Programm der mehr oder weniger revolutionären Realisierung von Gleichheit und Freiheit in republikanischen beziehungsweise demokratischen Ordnungen, also einer gesellschaftlichen Umwälzung.“

Vordenker der Radikalaufklärung lieferten diese Grundlagen atheistischer Religionskritik. Montaigne relativiert in seinen Essais den Wahrheitsanspruch der Religionen mit dem Argument der zufälligen ethnischen Zugehörigkeit zu einer Religion kraft Geburt und Erziehung:

« […] Tout cela c’est un signe très-evident que nous ne recevons nostre religion qu’à nostre façon et par nos mains, et non autrement que comme les autres religions se reçoyvent. Nous nous sommes rencontrez au païs, où elle estoit en usage; ou nous regardons son ancienneté ou l’authorité des hommes qui l’ont maintenuë; ou creignons les menaces qu’ell’attache aux mescreans; ou suyvons ses promesses. Ces considerations là doivent estre employées à nostre creance, mais comme subsidiaires : ce sont liaisons humaines. Une autre religion, d’autres tesmoings, pareilles promesses et menasses, nous pourroyent imprimer par mesme voye une croyance contraire.
Nous sommes Chrestiens à mesme titre que nous sommes ou Perigordins ou Alemans. »

„[…] All das zeigt sehr klar, dass wir unsere Religion nur nach unserer Weise und durch unsere Hände annehmen und auch nicht anders, als man die anderen Religionen annimmt. Wir fanden uns wieder im Land, wo sie üblich war; entweder wir schauen auf ihr Alter oder die Autorität der Männer, die sie vertreten haben; oder wir fürchten die Drohungen, die sie an die Ungläubigen heftet; oder wir folgen ihren Versprechungen. Diese Erwägungen müssen auf unser Zutrauen verwendet werden, aber nur als Hilfsmittel; es sind menschliche Bande. Eine andere Religion, andere Zeugen, gleichartige Versprechungen oder Drohungen könnten uns auf demselben Wege einen gegenteiligen Glauben aufprägen.
Wir sind Christen im gleichen Sinne, wie wir Bewohner des Périgords oder Deutsche sind.“

In seinem Hauptwerk, Ethica, ordine geometrico demonstrata, erklärt Spinoza: Deus sive Natura – die Natur selbst ist Gott. Diese Alternative kann entweder als atheistisch oder als pantheistisch interpretiert werden. Der englische Philosoph und Freidenker John Toland bezeichnet dieses Weltbild Spinozas in seinem Pantheistikon, 1720, als Pantheismus.
Das Dictionnaire historique et critique (DHC), 1697, des französischen Frühaufklärers Pierre Bayle, welches skeptizistisch zu jedem Thema Thesen und Gegenthesen wiedergibt, unternimmt erstmals eine quellenkritische Sichtung des theologischen, philosophischen und historischen Wissens. Das Buch wurde unmittelbar nach Erscheinen von der Zensur verboten. Dennoch fand das Dictionaire seine Leser und wurde wie später auch Diderots Enzyklopädie zu einer „Bibel der Aufklärung“:

« Il faut nécessairement opter entre la philosophie et l’Évangile : si vous ne voulez rien croire que ce qui est évident et conforme aux notions communes, prenez la philosophie, et quittez le christianisme : si vous voulez croire les mystères incompréhensibles de la religion, prenez le christianisme et quittez la philosophie ; car de posséder ensemble l’évidence et l’incompréhensibilité, c’est ce qui ne se peut […] Il faut opter nécessairement […] »

„Man muss notwendigerweise zwischen Philosophie und Evangelium wählen. Möchten Sie nur glauben, was evident ist und was zu den gewöhnlichen Begriffen passt, dann nehmen Sie die Philosophie und verlassen Sie das Christentum: Wenn Sie aber an die unverständlichen Mysterien der Religion glauben wollen, dann nehmen Sie das Christentum und verlassen Sie die Philosophie; denn Evidenz und Unverständlichkeit zugleich zu haben, das geht keineswegs […] Es ist unumgänglich zu wählen […]“

Kritik an dieser Position wird u. a. durch die (christliche) Apologetik, die Neuscholastik und durch den Neuthomismus geübt. Danach ist der Glaube im wahren Sinne gerade den Denkenden möglich. Vernunft und Glaube widersprächen sich nicht, sondern würden sich ergänzen.

## Klandestines und anonymes Schrifttum

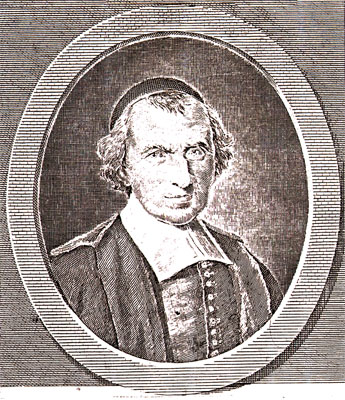
L’abbé Jean Meslier (1664–1729),
der Atheist im Priesterrock.. Französischer Radikalaufklärer.

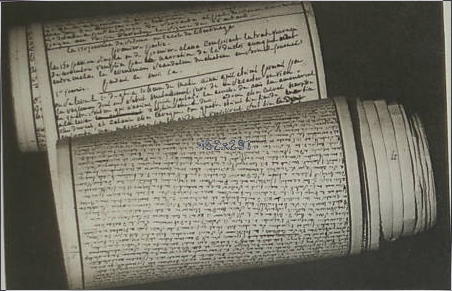
Marquis de Sade: „Hundertzwanzig Tage von Sodom“, die Original-Handschriften-Rolle.
Der « Divin Marquis » hat während seiner Gefangenschaft in der Bastille (1784–1789) eine Kopie dieses skandalösen Episodenromans auf 33 Papierblätter in mikroskopisch engster Schrift angefertigt und sie auf eine Rolle gewickelt. Aus Angst vor Zensur und Beschlagnahme versteckte er sie in seiner Gefängniszelle. Nach seiner überstürzten Verlagerung, nur wenige Tage vor der Erstürmung der Bastille, glaubte er die Rolle verloren. Die Manuskriptrolle wurde aber wiedergefunden und wechselte auf einer abenteuerlichen 200-jährigen Reise oftmals den Besitzer. Im März 2014 erklärte sie der Französische Staat zum nationalen Kulturgut.

Die religiös-politischen Systeme des 17. und 18. Jahrhunderts erlaubten keine Meinungsfreiheit. Kritische Werke wurden zensiert und verbrannt. Deshalb konnten sie nur anonym als Untergrundliteratur zirkulieren.
Unter der Hand kursierten Manuskripte, welche die These des Religionsbetrugs propagierten. Der lateinische Traktat über die drei Betrüger, De tribus impostoribus, 17. Jhd., stellt so die drei Religionsstifter Moses, Jesus und Mohammed als Betrüger dar. Die von ihnen reklamierten Offenbarungen seien nur vorgegeben und die von ihnen berichteten Wunder durch Taschenspielertricks erzeugter Schein gewesen. Im anonymen französischsprachigen Traktat Traité des trois imposteurs werden darüber hinausgehend – im Sinne eines spinozistischen Pantheismus – viele Teile der tradierten Weltanschauung abgelehnt: die Behauptung eines persönlichen, d. h. freien und intelligenten Welturhebers; die der Unsterblichkeit der Seele; dass die Menschen frei und verantwortlich seien und im Jenseits Strafen und Belohnungen für ihr Handeln erführen; die Annahme einer Vorsehung, die im Weltgeschehen obwalte; die Ansicht, dass die Welt zweckmäßig für den Menschen erschaffen worden sei.
Der Theophrastus redivivus, von einem unbekannten französischen Autor um das Jahr 1659 in lateinischer Sprache verfasst, wurde ebenfalls nur unter der Hand verbreitet. Der Theophrastus redivivus gilt als das früheste dezidiert atheistische Dokument der Neuzeit. Der Autor, der sich als Redivivus des Theophrastos von Eresos sieht, kritisiert die gängigen Gottesbeweise, wobei er unter anderem auf das Theodizee-Argument zurückgreift. Er gelangt zu dem Schluss, dass es Gott nicht gebe. Dennoch sei Religion aber nützlich.
Die Gegenposition hierzu nimmt seit der Antike und bis in die Gegenwart die Natürliche Theologie ein. Deren Vertreter argumentieren mit natürlichen Mitteln (Gründe, nicht Wunder und Offenbarungen) für die Existenz und Erkennbarkeit Gottes.
Der Romanist Antony McKenna betont die Bedeutung des klandestinen Manuskriptes Mémoire des pensées et sentiments de Jean Meslier, welches der atheistische Dorfpfarrer, der Curé Jean Meslier, im Geheimen geschrieben und postum hinterlassen hat:

„Die nachdrücklichste Lektion klandestiner Philosophie stammt aber von einem Dorfpriester, vom Curé Meslier, der die Aufdeckung religiösen Aberglaubens und Betrugs mit der Bloßstellung politischer Autorität und gesellschaftlicher Hierarchien verbindet.“

## Divergente Meinungen in der Aufklärungsforschung
Margaret C. Jacob sieht die revolutionären Unruhen Mitte des 17. Jahrhunderts in England als den eigentlichen Ursprung der Radikalaufklärung. Für M. C. Jacob waren vor allem die deistischen und republikanischen Strömungen, wie sie sich in den Schriften John Tolands widerspiegeln, der zentrale Motor für die Entstehung der Radikalaufklärung. Sie misst insbesondere dem Einfluss der Freimaurerlogen viel mehr Gewicht zu als andere Forscher.
Nach Jonathan Irvine Israel liegt der Ursprung der Radikalaufklärung hingegen in monistischen Philosophiesystemen begründet, insbesondere im Spinozismus und in einem „Krypto-Spinozismus“, wie er von Pierre Bayle und Diderot entwickelt worden sei.

„Jonathan Israels Beharren darauf, die Philosophie wieder zu einem Teil der Aufklärungsforschung zu machen, sowie sein Versuch, ein der europäischen Aufklärung zugrunde liegendes, zusammenhängendes Programm zu formulieren, waren längst überfällig. Seine Darstellung der von Spinoza geprägten Radikalaufklärung als einheitliche, kontinuierliche Bewegung lässt jedoch Zweifel aufkommen.“